# Pseumenes depressus
Pseumenes depressus (лат.) — вид одиночных ос рода Pseumenes из семейства Vespidae (Eumeninae).

## Распространение
Юго-Восточная Азия: Индия, Индонезия, Китай, Малайзия, Мьянма, Таиланд.

## Описание
Чёрные осы с яркими жёлтыми отметинами, длина около 2 см. Отличаются престигмой переднего крыла, которая короче, чем стигма; самки без головных ямок; мезоскутум без прескутальных желобков; мезэпистернум без эпикнемального киля; проподеум дорзально с вытянутой срединной ямкой. Проподеальная вальвула округлая, короткая; метанотум не зубцевидный; вторая субмаргинальная жилка перееднего крыла в базальной части острая. Брюшко с длинным узким стебельком T1 (петиоль), который уже второго тергита. Средние голени с одной вершинной шпорой. Вид был впервые описан в 1855 году швейцарским энтомологом Анри де Соссюром под названием Eumenes depressus Saussure, 1855, а его видовой статус подтверждён в ходе ревизии, проведённой в 2019 году группой энтомологов из Китая (Ting-Jing Li; Chongqing Normal University, Чунцин), Гонконга (Christophe Barthélémy) и США (Джеймс Карпентер; American Museum of Natural History, Нью-Йорк).